# Doumbala
Doumbala ist sowohl eine Gemeinde (französisch commune rurale) als auch ein dasselbe Gebiet umfassendes Departement im westafrikanischen Staat Burkina Faso, in der Region Boucle du Mouhoun und der Provinz Kossi. Die Gemeinde hat in 36 Dörfern 26.643 Einwohner.